# غوران بوشكوفيتش
غوران بوشكوفيتش (بالصربية: Goran Bošković)‏ هو لاعب كرة قدم صربي، ولد في 11 أكتوبر 1976 في بلغراد في صربيا. لعب مع النجم الأحمر بلغراد وإف كي أتيراو وملادوست لوتشاني ونادي إيرتيش بافلودار ونادي سوتيسكا نيكشيتش ونادي كايرات.

## وصلات خارجية
- غوران بوشكوفيتش على موقع اتحاد تركيا (لاعب) (الإنجليزية)
- غوران بوشكوفيتش على موقع قاعدة بيانات كرة القدم.إي يو (الإنجليزية)
- غوران بوشكوفيتش على موقع عالم كرة القدم.نت (الإنجليزية)